# Euploea walkenaieri
Euploea walkenaieri är en fjärilsart som beskrevs av Moore 1883. Euploea walkenaieri ingår i släktet Euploea och familjen praktfjärilar. Inga underarter finns listade i Catalogue of Life.